# Hemigrammocapoeta kemali
Hemigrammocapoeta kemali är en fiskart som först beskrevs av Hankó 1925.  Hemigrammocapoeta kemali ingår i släktet Hemigrammocapoeta och familjen karpfiskar. IUCN kategoriserar arten globalt som akut hotad. Inga underarter finns listade i Catalogue of Life.